# Андийское Койсу

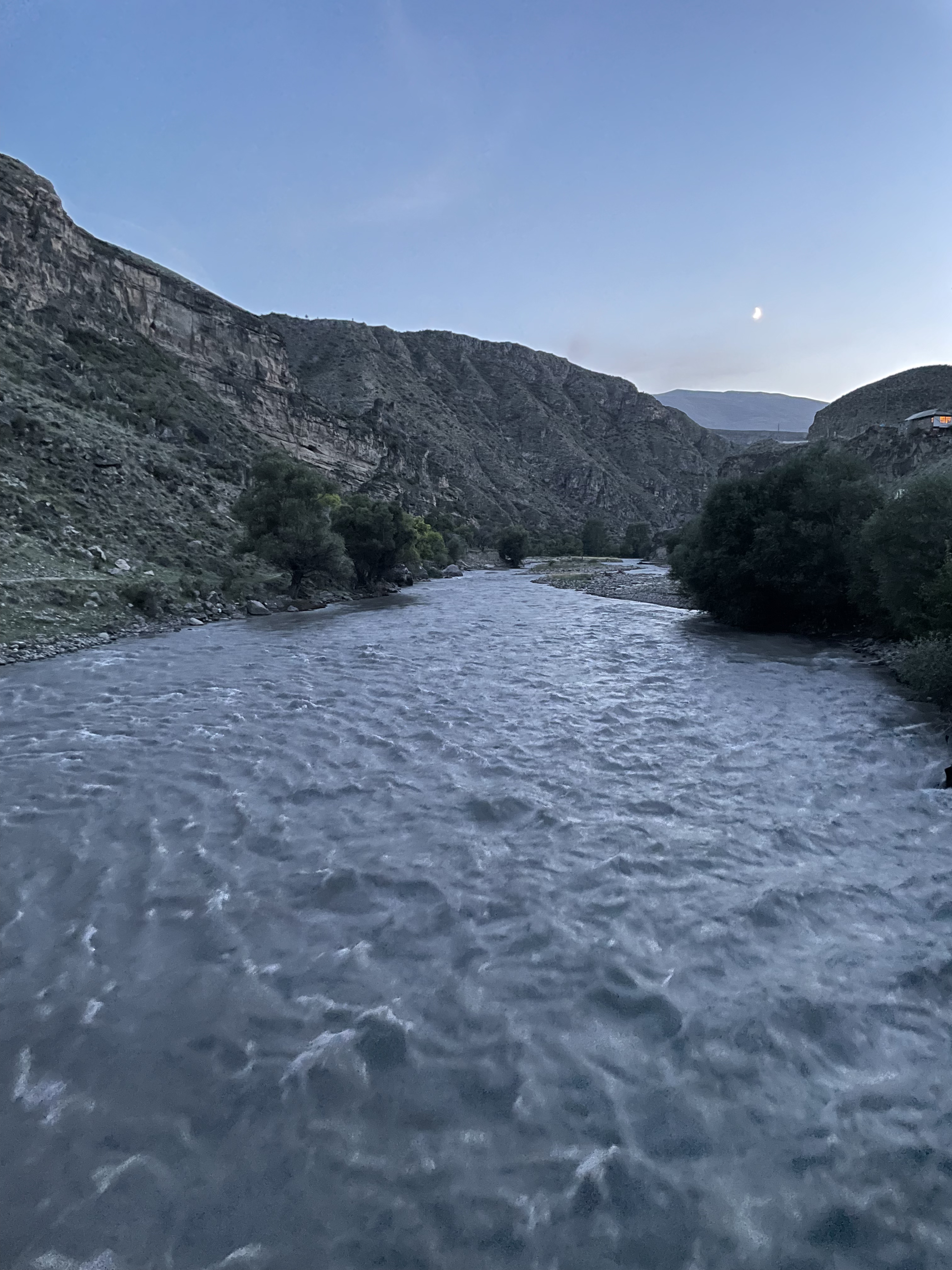
Река Андийское Койсу в Кванхидатле

Андийское Койсу (груз. ანდის ყოისუ, авар. Гӏанди гӏор) — река в Грузии (Кахетия) и России (Дагестан), левая составляющая Сулака. Длина — 144 км.

## Топонимия
Название «койсу» получило от тюркского (кумыкского) «къой сув» — овечья вода. До середины XX-го века название «Къойсу» носила река Сулак.

## География

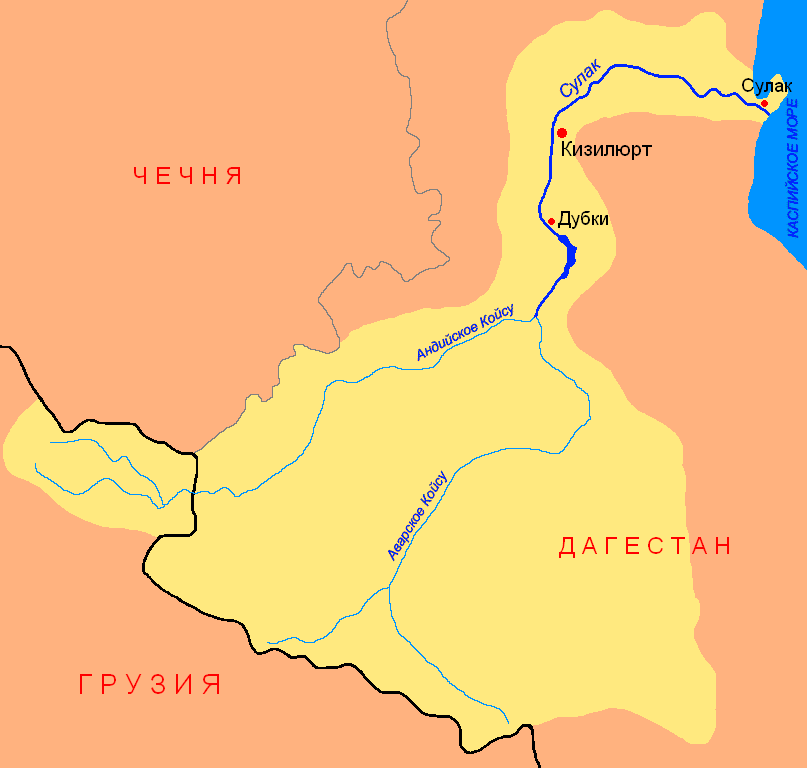
Бассейн Сулака

Река Андийское Койсу являющаяся левой составляющей реки Сулак, образуется от слияния рек Пирикительская Алазани и Тушетская Алазани, берущих начало в горной Тушетии (Грузия). Она сливается с рекой Аварское Койсу в 6 километрах восточнее села Чирката, образуя реку Сулак.
Длина реки от места слияния двух рек 144 км (от истока Тушетской Алазани — 192 км), общее падение 2500 м, площадь водосбора 4810 км², средняя его высота 2140 м. Площадь оледенения в бассейне реки составляет 14 км². Ледники распространены в пределах наиболее возвышенных участков хребтов Богосского, Пирикетельского и Снегового.
Значительная часть площади водосбора (84 %) лежит выше 1500 метров над уровнем моря, в том числе 10 % выше 3000 метров.
На территории Ботлихского района на левом берегу реки находятся остатки старинного города Ортаколо IX—X веков, знать которого была христианской, а простые люди соблюдали языческие обряды.

## Гидрология
В питание реки участвуют дождевые осадки, подземные и талые воды. Андийское Койсу на всем своём протяжении относится к рекам с весенне-летним половодьем и низкой меженью. Основная доля стока (60-70 %) проходит в тёплое время года (май — август). Как правило, наибольший сток отмечается в июне, а наименьший — в феврале.
Среднегодовой расход реки составляет 72,0 м³/с, максимальный отмеченный — 830 м³/с.

## Притоки
В бассейне реки Андийское Койсу насчитывается 874 реки, общей длиной 4020 км. Большинство рек (828) имеют длину менее 10 км.
Основные притоки:
- Пирикительская Алазани (144 км, лв.)
- Тушетская Алазани (144 км, пр.)
- Метлуда (108 км, пр.)
- Гакко (103 км, пр.)
- Хварши (96 км, пр.)
- Саситлигая (Саситлинка) (93 км, лв.)
- Кила (Тиндинская) (86 км, пр.)
- Хуштада (77 км, пр.)
- Ансалта (63 км, лв.)
- Чанковская (61 км, лв.)
- Ахвах (57 км, пр.)
- Унсатлен (51 км, лв.)
- Эмита (32 км, пр.)
- Энжерук (21 км, пр.)
- Тлярота (18 км, лв.)
- Гадаритляр (7,8 км, лв.)

## Изучение реки и водохозяйственное значение
Режим реки изучался на 7 постах: Шенако, Агвали, Ботлих, Тлох, Сагры, Чиркота и Ашильтинский мост. К настоящему времени действуют ГП Агвали и Чиркота.
Река имеет важное водохозяйственное значение. Она используется для водоснабжения и орошения прилегающих сел и полей. Обладает большим гидроэнергетическим потенциалом. На реке запроектировано строительство 8 гидроэлектростанций — Тантарийской, Игалинской, Инхойской, Ортокалинской, Муни, Ботлихской, Цумадинской и Агвалинской.